# 禧市 (新南威爾斯州)
禧市（英語：Haymarket）是澳大利亚新南威尔士州悉尼的一个区，位于悉尼市地方政府所辖的悉尼中心商务区的最南端。Haymarket直譯為“干草市场”，而“禧市”的中文名字来源于当地粤语华人对Haymarket的音译。与之类似，其附近Hay Street也被称作“禧街”。禧市的范围涵盖了唐人街、泰国城，以及悉尼的一系列交通设施。禧市紧挨达令港并且被歐迪模、奇彭代爾、薩里山和悉尼中心商务区所包围。

## 历史
从20世纪初悉尼的农产品市场就在禧市，直到80年代搬到弗莱明顿。派蒂市场（Paddy's Market）仍然作为农产品和跳蚤市场在旧蔬菜市场的边上运作。而“市场城”（Market City）综合楼包含了市场，公寓，以及一个附带了餐馆、美食中心、精品店、电影院和娱乐中心的购物广场。
旧蔬菜市场的外墙建于1909年，作为爱德华式建筑的样本得以留存和保护。外墙是原本的市场的一部分——城市设计师C.Broderick所设计的——由禧街、码头街和汤马士街围成。用来替代因为距离达令港太远而失败的旧贝尔莫尔市场。
新的市场包括由George McRae设计并建于1910年的悉尼城市市场大厦（歐迪模道）；以及建于1911年并由州立银行于1985年重启的悉尼市场钟塔（码头街）。这个钟塔目前是悉尼科技大学的一部分。

## 人口
2011年人口普查显示，禧市有5,376名居民。其年龄中位数为27岁而且50.8%的居民年龄介于20到29岁。 超过半数的禧市居民接受了教育机构的教育，其中多数为第三期教育（高等教育与继续教育）和技术培训。只有10.3%的禧市居民出生在澳洲，87.8%的人口都在澳洲以外出生，是澳洲所有区域中比例最高的。 最常见的居民出生地分别为中国大陆（18.3%）、泰国（14.8%）、印度尼西亚（10.8%）、南韩（7.0%）和香港（2.3%）。超过80%的人在家中说英语以外的语言，包括官话（17.0%）、泰语（14.4%）、印尼语（9.6%）、粤语（7.6%）和韩语（6.4%）。99.5%的住房是公寓型住宅，48.7%租房居住的家庭支付着超过家庭收入30%的租金，远超11.6%的新州平均水平和10.4%的澳洲平均水平。
2021年人口普查顯示，禧市人口增至8,305人，澳洲出生下跌至只佔3.8%；其中87%为外籍人士。其中常見居民出生地為中國大陸（40.9%）、泰國（16.2%）、英國（8.7%）、印尼（7.2%）。此外，82.7%的居民在家中使用非英语语言，官話佔24.3%，其次是泰语（16.3%）、印尼语（8.6%）、粤语（5.7%）、韩语（2.5%）。該區家庭每周的中位数收入为1,931澳元，而每周的中位数租金为650澳元。

## 交通
悉尼中央火车站位于禧市的最南端。悉尼娱乐中心处于禧市，在派蒂市场和达令港中间的地方。悉尼科技大学的5号楼也位于禧街。
悉尼轻轨德威山线（Dulwich Hill Line）的中心站、议会广场站和派蒂市场三站同样也连接到禧市，蘭域線（Randwick Line）以及金斯福德線（Kingsford Line）的華埠站亦接到禧市。有一个人行通道通向悉尼铁路广场和中央车站。

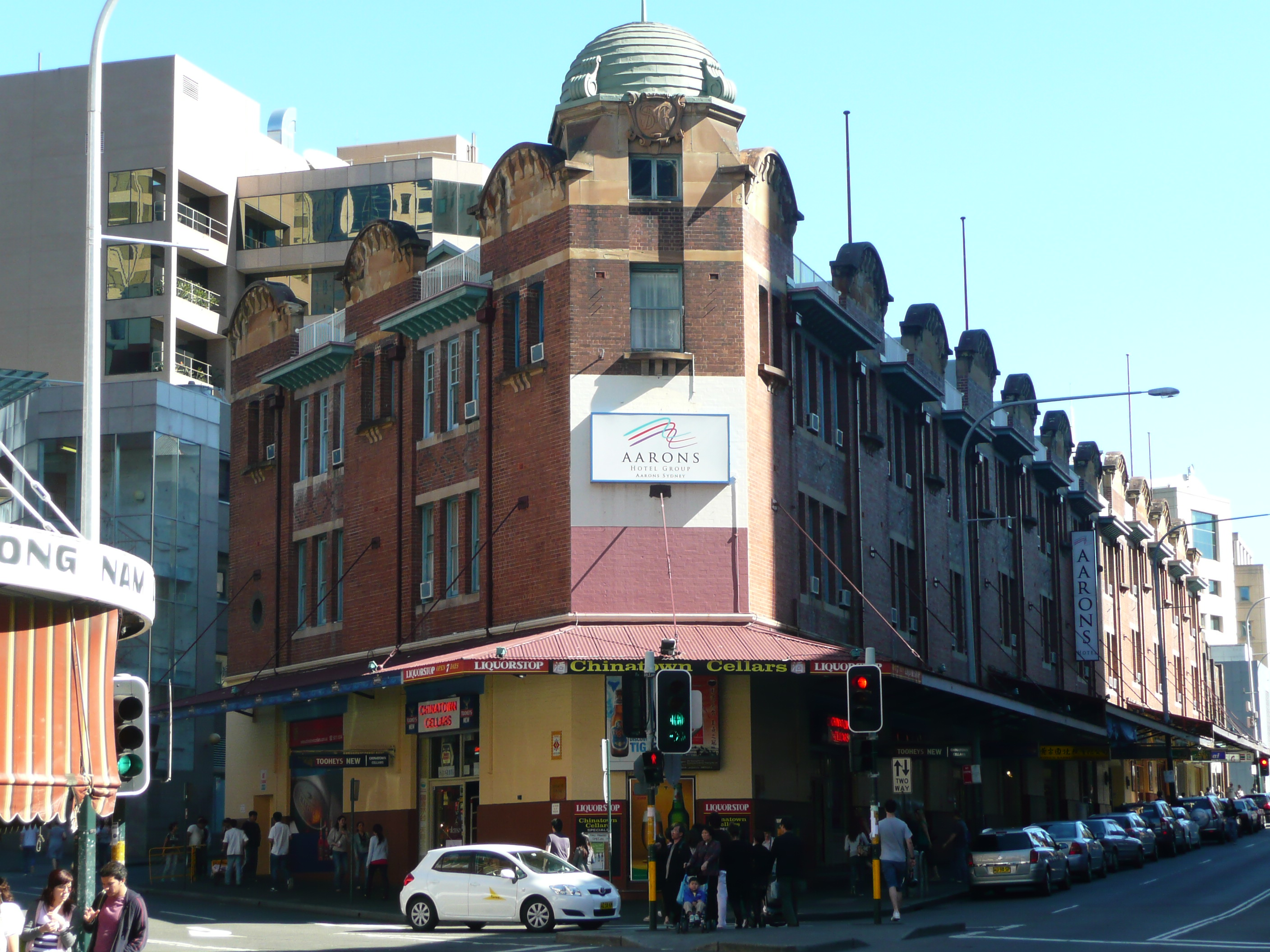
Aarons酒店，前城市市场
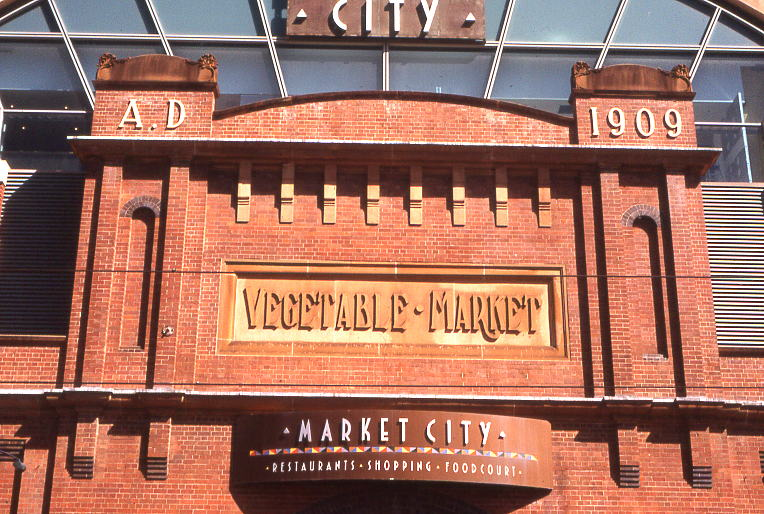
禧街的蔬菜市场大厦
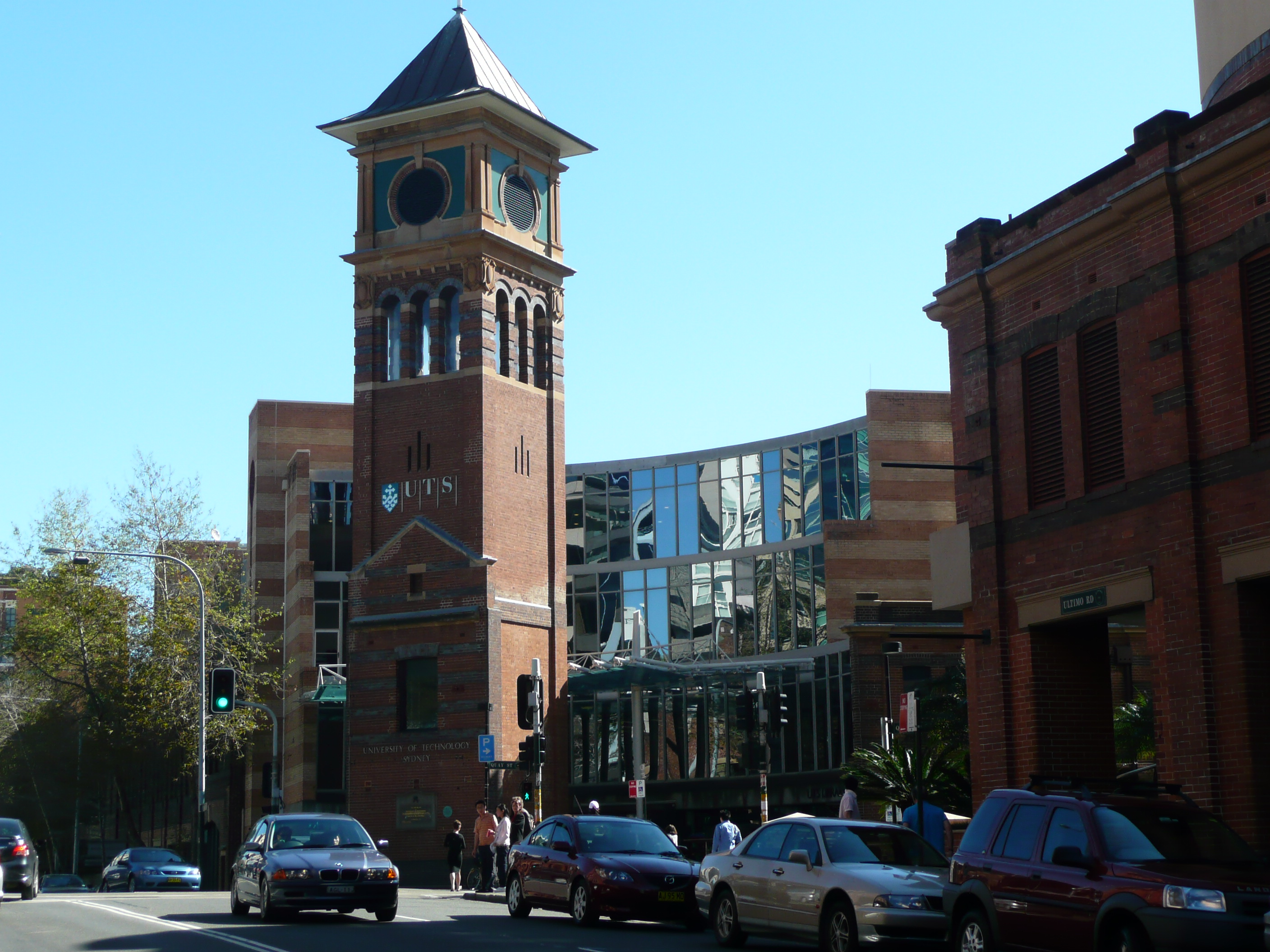
码头街的城市市场钟塔
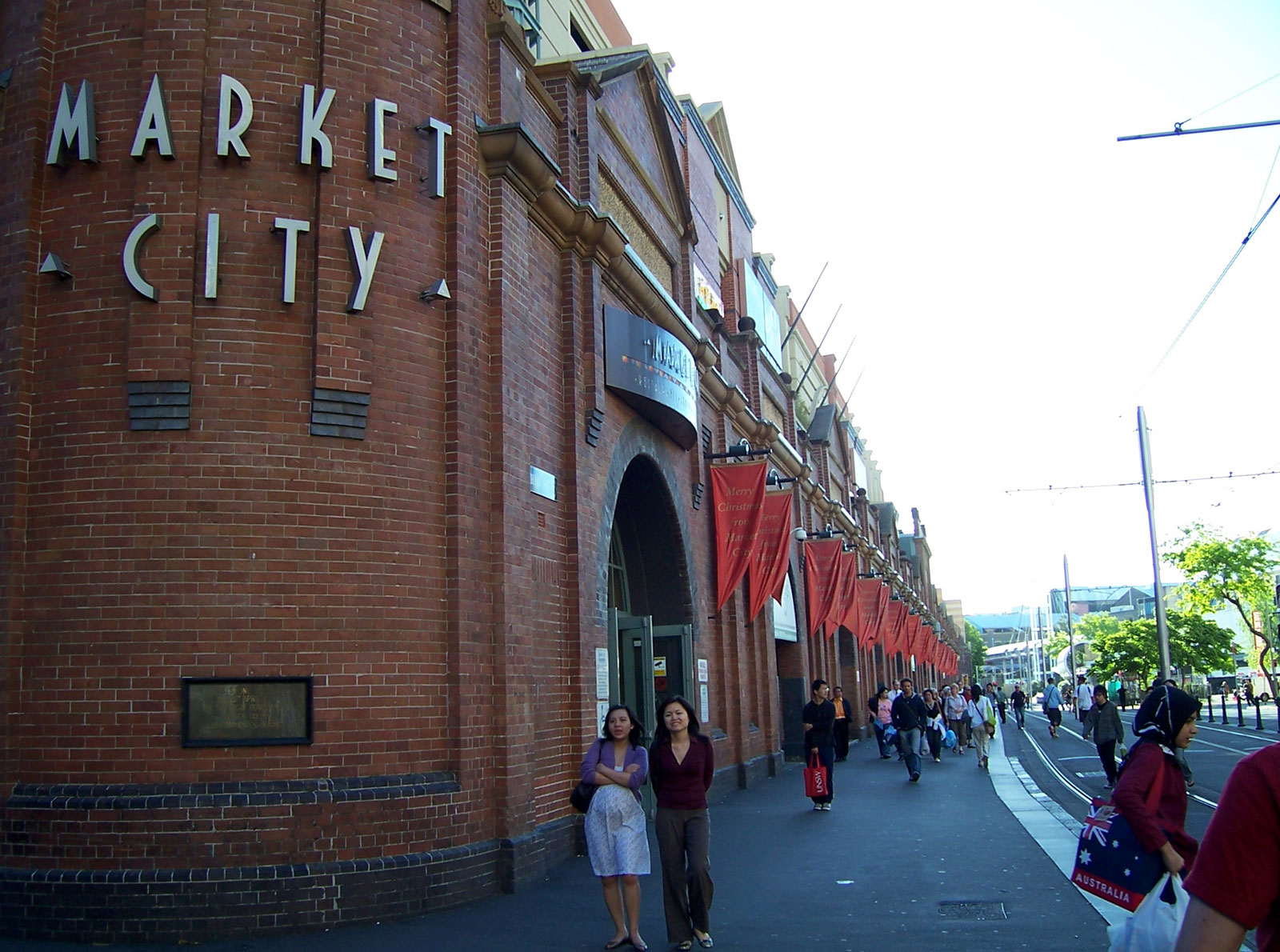
市场城（Market City）
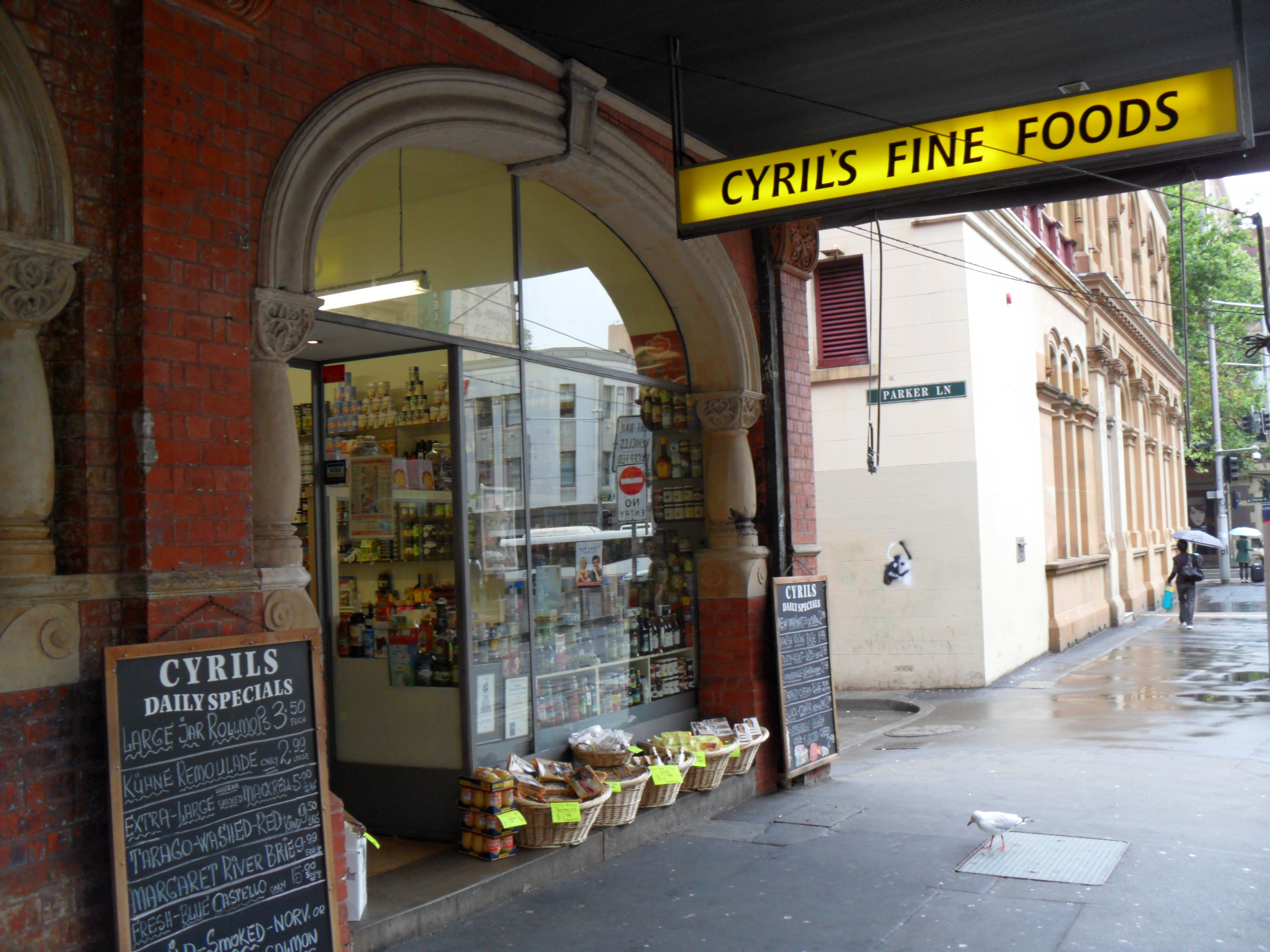
从佐治街看禧街